# 杰米多夫纪念柱
杰米多夫纪念柱（俄语：Демидовский столп в Ярославле）位于俄罗斯雅罗斯拉夫尔，是一根青铜多立克柱，为纪念雅罗斯拉夫尔杰米多夫学派的创始人帕维尔·格里戈里耶维奇·杰米多夫。纪念柱立于1829年3月6日（18日），在雅罗斯拉夫尔的Ilyinsky 广场，该市居民和其他自愿捐助者提供了资金。它高12米，花岗岩底座，其内部填满了沙子，顶部是一只镀金老鹰栖息在青铜环形球仪上。
二月革命 之后老鹰（专制的象征）和球被拆除，1931年纪念柱本身也被拆除。2004年，该市历史博物馆提议重建纪念柱，得到市长支持。2005年12月9日，重建的杰米多夫纪念柱揭幕。